# ألامو (تينيسي)
ألامو (بالإنجليزية: Alamo, Tennessee) هي بلدة تقع بولاية تينيسي في الولايات المتحدة. تأسست عام 1911، تبلغ مساحتها 5.6 (كم²)، وترتفع عن سطح البحر 110 م، بلغ عدد سكانها 2461 نسمة في عام 2010 حسب إحصاء مكتب تعداد الولايات المتحدة .

## التركيبة السكانية
حدّد مكتب تعداد الولايات المتحدة بيانات التركيبة السكانية لألامو في تعداد الولايات المتحدة. في ما يلي، التركيبة السكانية حسب تعدادي 2000 و2010.

### تعداد عام 2000
بلغ عدد سكان ألامو 2,392 نسمة بحسب تعداد عام 2000، وبلغ عدد الأسر 945 أسرة وعدد العائلات 606 عائلة مقيمة في البلدة. في حين سجلت الكثافة السكانية 420.4 نسمة لكل كيلومتر مربع (1,088.8/ميل2). وبلغ عدد الوحدات السكنية 1,076 وحدة بمتوسط كثافة قدره 189.1 لكل كيلومتر مربع (489.8/ميل2).
وتوزع التركيب العرقي للبلدة بنسبة 76.25% من البيض و21.32% من الأمريكيين الأفارقة و0.13% من الأمريكيين الأصليين و0.13% من الأمريكيين ذوي الأصول الآسيوية و1.42% من الأعراق الأخرى و0.75% من عرقين مختلطين أو أكثر و2.34% من الهسبانيون أو اللاتينيون من أي عرق.
بلغ عدد الأسر 945 أسرة كانت نسبة 33.5% منها لديها أطفال تحت سن الثامنة عشر تعيش معهم، وبلغت نسبة الأزواج القاطنين مع بعضهم البعض 45% من أصل المجموع الكلي للأسر، ونسبة 16.1% من الأسر كان لديها معيلات من الإناث دون وجود شريك، بينما كانت نسبة 3.1% من الأسر لديها معيلون من الذكور دون وجود شريكة وكانت نسبة 35.9% من غير العائلات. تألفت نسبة 33.3% من أصل جميع الأسر من عدة أفراد يعيشون في نفس المنزل ونسبة 18.2% كانت تتألف من شخص يعيش بمفرده يبلغ من العمر 65 عاماً أو أكثر. وبلغ متوسط حجم الأسرة المعيشية 2.35، أما متوسط حجم العائلات فبلغ 2.98.
بلغ العمر الوسطي للسكان 39.0 عاماً. وكانت نسبة 23.8% من القاطنين تحت سن الثامنة عشر، وكانت نسبة 7.1% بين الثامنة عشر والرابعة والعشرين عاماً، ونسبة 24.6% كانت واقعةً في الفئة العمرية ما بين الخامسة والعشرين والرابعة والأربعين عاماً، ونسبة 19.9% كانت ما بين الخامسة والأربعين والرابعة والستين، ونسبة 17.3% كانت ضمن فئة الخامسة والستين عاماً فما فوق. يوجد لكل 100 أنثى 82.5 ذكر، ويوجد لكل 100 أنثى في الثامنة عشر من عمرها فما فوق 80.0 ذكر.
بلغ متوسط دخل الأسرة في البلدة 25,750 دولارًا، أما متوسط دخل العائلة فبلغ 38,295 دولارًا. وكان متوسط دخل الذكور 26,167 دولارًا مقابل 21,650 دولارًا للإناث. وسجل دخل الفرد الخاص بالبلدة 14,146 دولارًا. وكانت نسبة 16.1% من العائلات ونسبة 20.5% من السكان تحت خط الفقر، وكان من هؤلاء نسبة 22.9% تحت سن الثامنة عشر ونسبة 23.8% في الخامسة والستين من العمر وما فوق.

### تعداد عام 2010
بلغ عدد سكان ألامو 2,461 نسمة بحسب تعداد عام 2010، وبلغ عدد الأسر 947 أسرة وعدد العائلات 626 عائلة مقيمة في البلدة. في حين سجلت الكثافة السكانية 432.5 نسمة لكل كيلومتر مربع (1,120.2/ميل2). وبلغ عدد الوحدات السكنية 1,064 وحدة بمتوسط كثافة قدره 187 لكل كيلومتر مربع (484.3/ميل2).
وتوزع التركيب العرقي للبلدة بنسبة 72.29% من البيض و15.85% من الأمريكيين الأفارقة و0.08% من الأمريكيين ذوي الأصول الآسيوية و0.12% من سكان جزر المحيط الهادئ و10.08% من الأعراق الأخرى و1.58% من عرقين مختلطين أو أكثر و11.95% من الهسبانيون أو اللاتينيون من أي عرق.
بلغ عدد الأسر 947 أسرة كانت نسبة 35.5% منها لديها أطفال تحت سن الثامنة عشر تعيش معهم، وبلغت نسبة الأزواج القاطنين مع بعضهم البعض 41.6% من أصل المجموع الكلي للأسر، ونسبة 18.9% من الأسر كان لديها معيلات من الإناث دون وجود شريك، بينما كانت نسبة 5.6% من الأسر لديها معيلون من الذكور دون وجود شريكة وكانت نسبة 33.9% من غير العائلات. تألفت نسبة 29.9% من أصل جميع الأسر من عدة أفراد يعيشون في نفس المنزل ونسبة 15.3% كانت تتألف من شخص يعيش بمفرده يبلغ من العمر 65 عاماً أو أكثر. وبلغ متوسط حجم الأسرة المعيشية 2.50، أما متوسط حجم العائلات فبلغ 3.11.
بلغ العمر الوسطي للسكان 38.7 عاماً. وكانت نسبة 25.7% من القاطنين تحت سن الثامنة عشر، وكانت نسبة 9% بين الثامنة عشر والرابعة والعشرين عاماً، ونسبة 22.4% كانت واقعةً في الفئة العمرية ما بين الخامسة والعشرين والرابعة والأربعين عاماً، ونسبة 23.6% كانت ما بين الخامسة والأربعين والرابعة والستين، ونسبة 19.3% كانت ضمن فئة الخامسة والستين عاماً فما فوق. وتوزع التركيب الجنسي للسكان بنسبة 45.1% ذكور و54.9% إناث.

## وصلات خارجية
- The US50 - Cities and Towns in Tennessee State
- Tennessee Cities and Towns, Facts, Map, Flag, Colleges, Government, and More